# Somebody's Child
Somebody's Child es una película de drama de 2012, dirigida por Gary Wheeler, escrita por Siddeeqah Powell, musicalizada por Kenneth Lampl, a cargo de la fotografía estuvo Rob Givens, los protagonistas son Elizabeth Becka, Addison Black y Tavia Brightwell, entre otros. El filme fue realizado por Level Path Productions y Swirl Films, se estrenó el 11 de agosto de 2012.

## Sinopsis
Una mujer que fallece de una afección renal, se entera de que Dios obra de formas enigmáticas, luego de persuadir a su hijo para que asista a un ex condenado arrepentido, la presencia impensada de este ocasiona una increíble declaración en el lecho de muerte.